# Jööri
Jööri, vroeger ook wel Jõõri genoemd (Duits: Jöör), is een plaats in de Estlandse gemeente Saaremaa, provincie Saaremaa. De plaats heeft de status van dorp (Estisch: küla).
Tot in oktober 2017 behoorde Jööri tot de gemeente Valjala. In die maand werd Valjala bij de fusiegemeente Saaremaa gevoegd.

## Bevolking
Het dorp had 28 inwoners op 31 december 2011 en 27 inwoners op 31 december 2021.

## Geografie
De Tugimaantee 79, de secundaire weg van Upa naar Leisi, komt door Jööri. Langs de oostgrens van het dorp loopt de Põhimaantee 10, de hoofdweg van Risti via Virtsu en Muhu naar Kuressaare.
Sinds 1998 is in de boerderij Madise (Estisch Madise talu) een particulier museum gevestigd. Het museum heeft een collectie van oude landbouwwerktuigen en geeft een overzicht van het leven van de boeren en landarbeiders in Estland. Op het terrein van het museum is een historische smidse ingericht.
In Jööri is sinds 2004 diverse malen een muziekfestival Jööri Folk gehouden. In 2011 werd in Jööri een nieuw zangstadion geopend.

## Geschiedenis
Jööri werd voor het eerst genoemd in 1571, toen Johann Wedwes het in leen ontving van Magnus van Lijfland. In 1574 kon hij zijn bezittingen uitbreiden. Daaruit ontstond het landgoed Jöör, dat in 1610 voor het eerst werd genoemd. In 1769 werd Jöör samengevoegd met het landgoed Arrust. De laatste eigenaar voor het landgoed door het onafhankelijk geworden Estland werd onteigenend, was Woldemar Anderson.

## Foto's

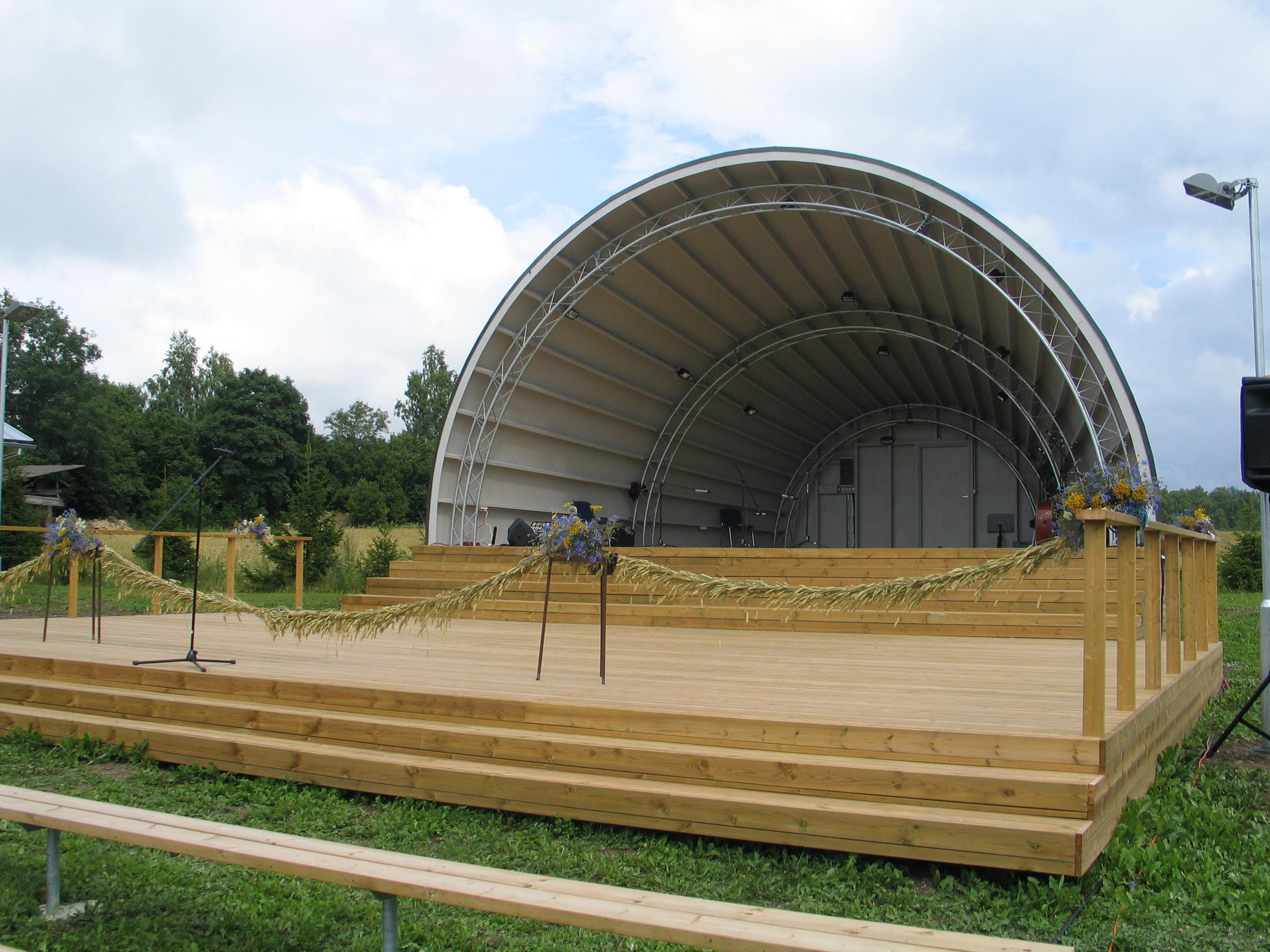
Het zangstadion van Jööri
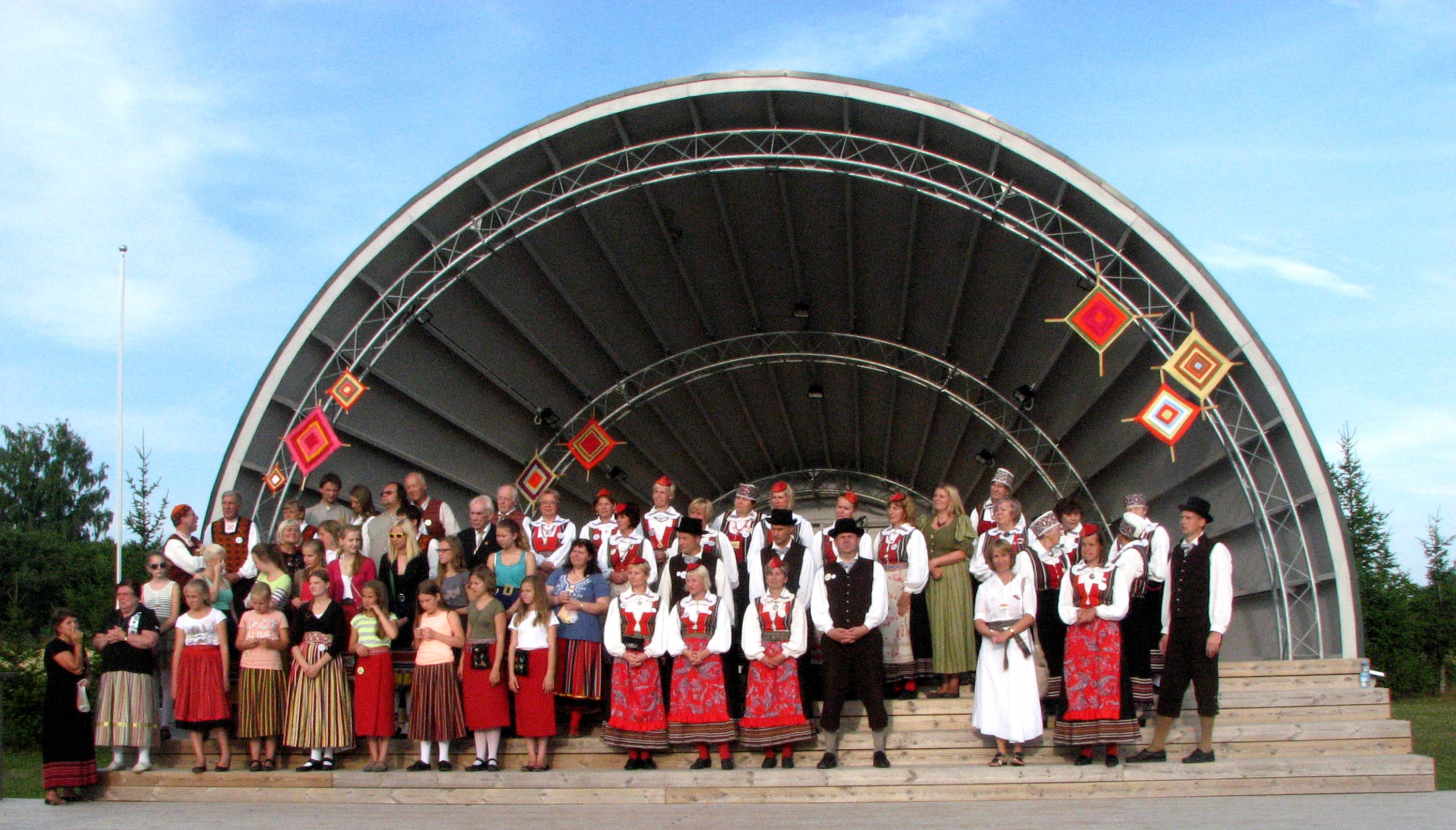
Jööri Folk in 2013
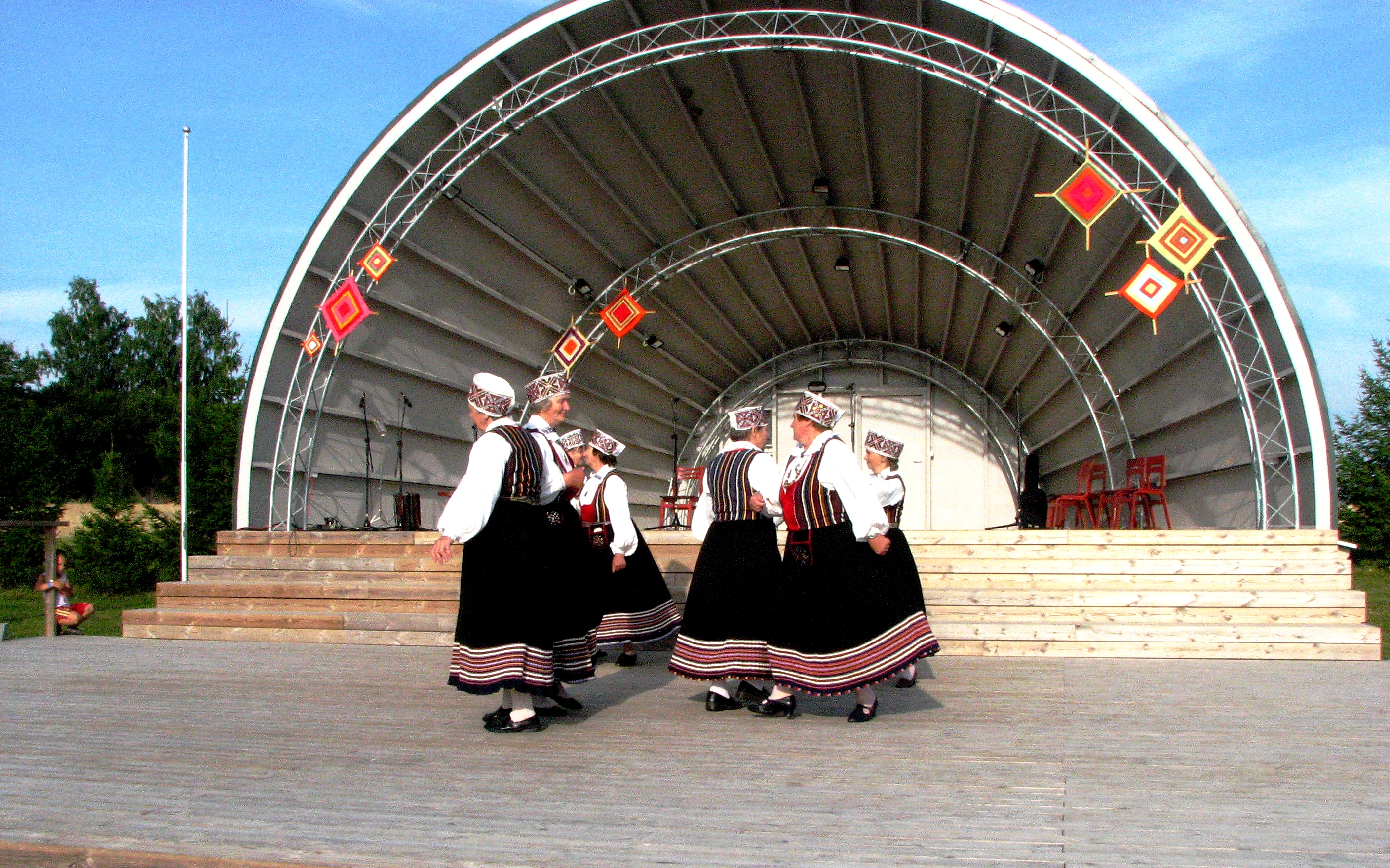
Dansen tijdens Jööri Folk in 2013